# Alfred Tempelman

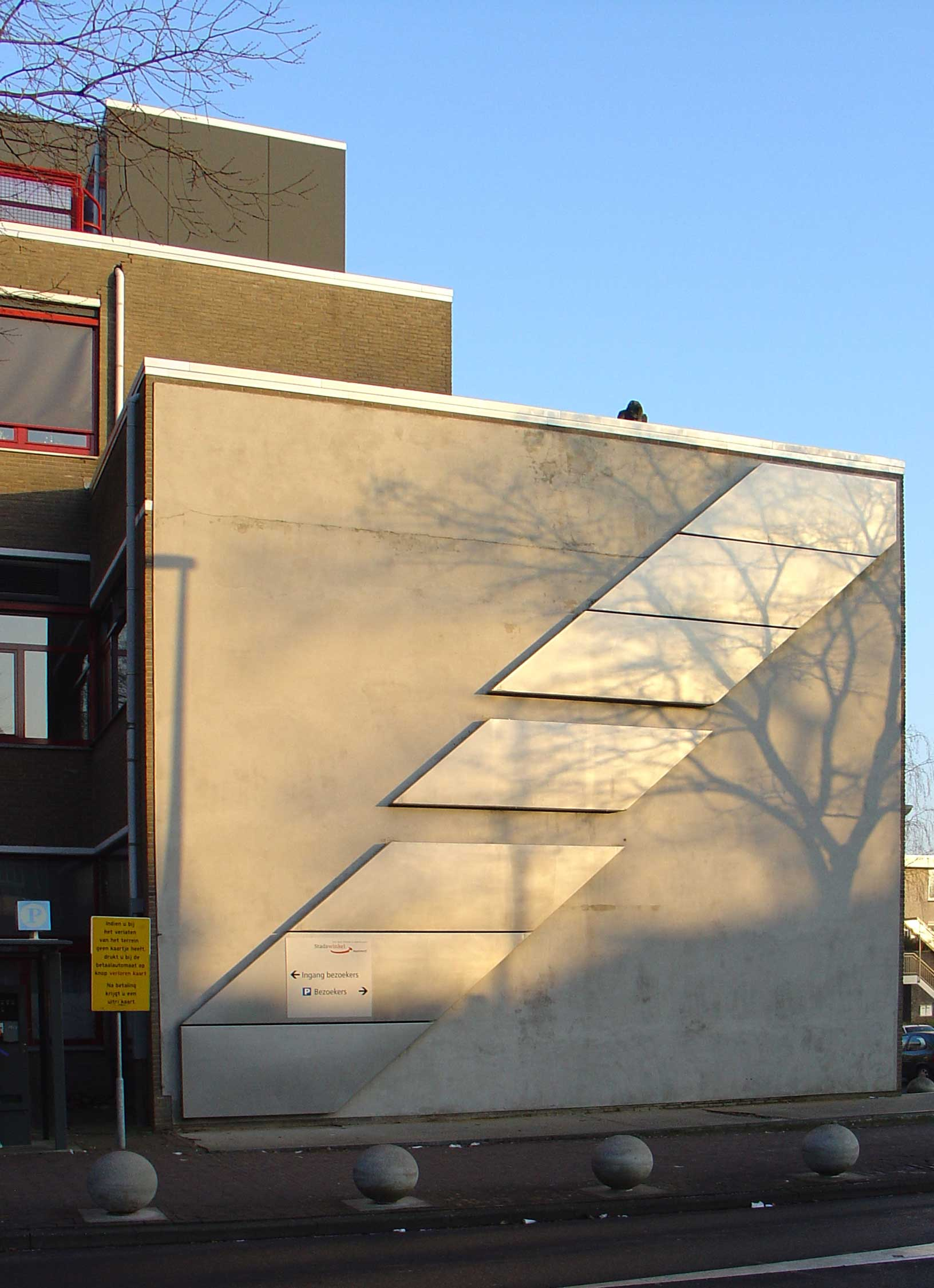
Zonder titel (1988), stadswinkel Buytenerf, Gouda

Alfred Bernard Herman (Alfred) Tempelman (Gouda, 24 april 1946 - aldaar, 26 september 2005) was een Nederlandse edelsmid en beeldhouwer.
Tempelman was als edelsmid gevestigd in een monumentaal grachtenpandje op de Gouwe in de binnenstad van Gouda. Naast edelsmid was hij beeldhouwer. Hij vervaardigde onder meer een monumentaal kunstobject als het reliëf op de buitenmuur van het stadskantoor in Gouda (zie: afbeelding). De zeven roestvaststalen panelen verdelen de blinde gevel in twee delen. De opzet was dat het beweegbare middelste paneel zou verschuiven bij het passeren van voertuigen naar het aangrenzende parkeerterrein. Via een detectielus in de straat werd een signaal doorgegeven, waarop het paneel dan een centimeter verschoof. Het mechanisme functioneerde echter na verloop van tijd niet meer.
In 1983 was Tempelman een van de aanvoerders van het protest door de Goudse kunstenaarskring Burgvliet tegen het kunstbeleid van de toenmalige regering. Daarbij werd in het kader van een landelijke actie de kapel van het Stedelijk Museum te Gouda bezet.
Tempelman ontwierp diverse prijzen en trofeeën, zoals
- De landschapsprijs van Provinciale Staten van Zuid-Holland
- Een ambtsketen voor de Nederlandsche vereniging voor heelkunde (1977)
- De Sportprijs Gouda
- De Kunstprijs Gouda
- De Pottenbakkersprijs Gouda